# Ïgorʹ Yurïn
Ïgorʹ Yurïn (in kazako Игорь Юрин?; in russo Игорь Станиславович Юрин?, Igor' Stanislavovič Jurin; Almatı, 3 luglio 1982) è un ex calciatore kazako, di ruolo centrocampista.

## Carriera
Ha giocato una partita nei preliminari di Champions League e 7 partite (con 2 gol segnati) nei preliminari di Europa League.

## Palmarès

### Club
- Kazakhstan Super League: 1

Tobyl: 2010